# Attraction (film, 2017)
Pour les articles homonymes, voir Attraction.
Série
Invasion
(2019)
Pour plus de détails, voir Fiche technique et Distribution.
Attraction (Притяжение ; cyrilliques : Pritiajenie) est un film de science-fiction russe coproduit et réalisé par Fiodor Bondartchouk, sorti en 2017.
Il s'agit du quatrième film du cinéma russe à sortir en 3D IMAX. C'est un succès au box-office russe 2017 avec plus d'un milliard de roubles de recettes et reçoit généralement de bonnes critiques dans les médias russes.
Il a une suite intitulée Invasion (2019).

## Synopsis
Victime d'un incident, un vaisseau spatial extraterrestre est pris en chasse par des avions russes, qui parviennent finalement à l'abattre. Le vaisseau s'écrase dans la banlieue de Moscou et les survivants, bien que pacifiques, sont traqués et parqués par l'armée moscovite. Une écolière parvient à sauver et à cacher l'un des extraterrestres. Et bientôt, toute la population commence à émettre des doutes sur les motivations des aliens et la nécessité de les enfermer.

## Fiche technique
Sauf indication contraire, les informations mentionnées dans cette section peuvent être confirmées par la base de données cinématographiques IMDb,  présente dans la section « Liens externes ».
- Titre original : Притяжение
- Titre international et français : Attraction
- Réalisation : Fiodor Bondartchouk
- Scénario : Oleg Malovitchko et Andreï Zolotariov
- Musique : Ivan Bourliaïev
- Décors : Janna Pahomova
- Costumes : Tatyana Mamedova
- Photographie : Mikhaïl Khassaya
- Montage : Alexandre Androuchtchenko
- Production : Aleksandr Andryushchenko, Fedor Bondarchuk, Dmitriy Rudovskiy, Mikhail Vrubel et Anton Zlatopolskiy

Production déléguée : Michael Kitaev
- Sociétés de production : Art Pictures Studio (en) et Vodorod 2011
- Société de distribution : Columbia Pictures (Russe)
- Pays d'origine :  Russie
- Langue originale : russe
- Format : couleur - 35 mm
- Genre : science-fiction
- Durée : 132 minutes
- Date de sortie :
  - Russie : 26 janvier 2017
  - France : 6 décembre 2017 (DVD)

## Distribution
- Irina Starchenbaum (VF : Cindy Lemineur) : Yulia Lebedeva
- Alexandre Petrov (VF : Cédric Dumond) : Tomas
- Oleg Menchikov (VF : Pierre Tessier) : le colonel Valentin Lebedev
- Rinal Mukhametov (VF : Bastien Bourlé) : Hariton
- Nikita Koukouchkine (VF : Jean-Rémi Tichit) : Rouslan (Rous)
- Evgueni Sangadjiev (VF : Eric Khanthavixay) : Python
- Alexeï Maslodoudov (VF : Erwan Zamor) : Zhenya
- Evgueni Mikheïev (VF : Benjamin Bollen) : La Tronche
- Anton Chpinkov : Mironov
- Evgueni Koriakovsky (VF : Laurent Larcher) : le professeur
- Daria Roudenok (VF : Monika Lawinska) : Svetlana Morozova
- Lioudmila Maksakova : Lyuba, la grand-mère de Youlia
- Igor Serebriany
- Sergueï Barkovski
- Mikhaïl Mironov : le journaliste de Life News
- Denis Karassiov : le général
- Alexandre Nikolski : le capitaine du navire
- Sergueï Chatalov : Michkine, le lieutenant
- Oleg Novikov : un lieutenant
- Leonid Lefterov : un garde de sécurité
- Sergueï Belov
- Nikita Tarassov (VF : Jean-François Lescurat) : le député Mikhaïl Poleskine
- Sergueï Garmach : le vice-Premier ministre
- Alexandre Koltsov

## Production

### Genèse
Selon le réalisateur, le scénario est une allégorie sociale s'inspirant des émeutes de Biriouliovo de 2013 (en) durant lesquelles une foule avait attaqué des migrants après le meurtre d'Egor Shcherbakov, un Russe de vingt-cinq ans[réf. nécessaire].

### Tournage
Le tournage a lieu à Moscou en novembre 2015.

## Accueil

### Critiques
Le film reçoit généralement de bonnes critiques des médias russes comme Aficha, Kommersant, Mir Fantastiki (en), KG-portal, entre autres. Le site Kritikanstvo.ru liste 48 critiques dont seulement 5 sont négatives et le film obtient la note globale de 6,5/10. Attraction est loué par son côté social, son visuel et ses acteurs (en particulier Oleg Menchikov), mais certaines critiques jugent négative la représentation dans le film de la jeunesse et certaines incohérences dans les personnages.

### Box office
Le film est un succès commercial. Il totalise 44 millions de roubles durant son premier jour, et reste en tête du box-office russe 2017 pendant deux semaines. À la fin de son exploitation, il totalise des recettes d'un milliard de roubles, soit trois fois son coût de production.